# بیاح‌ها
بیاح‌ها (نام علمی: Liza) نام یک سرده از تیره ماهی کفال است.
ازجمله بیاح‌ها می‌توان به ماهی مید (Liza klunzingeri) اشاره کرد.

## گونه‌ها
- کفال لب‌قرمز Liza haematocheila
- کفال لکه‌طلایی Liza parsia
- ماهی بیاح Liza abu
- ماهی مید Liza klunzingeri
- Liza affinis
- Liza argentea
- Liza bandialensis
- Liza carinata
- Liza dumerili
- Liza falcipinnis
- Liza grandisquamis
- Liza mandapamensis
- Liza persicus
- Liza ramsayi
- Liza richardsonii
- Liza tricuspidens